# Каркан-е Бала
Каркан-е Бала (перс. كركان بالا) — село в Ірані, у дегестані Сарук, у бахші Сарук, шагрестані Фараган остану Марказі. За даними перепису 2006 року, його населення становило 76 осіб, що проживали у складі 26 сімей.

## Клімат
Середня річна температура становить 12,26 °C, середня максимальна – 31,91 °C, а середня мінімальна – -10,67 °C. Середня річна кількість опадів – 270 мм.
| Клімат поселення                              | Клімат поселення | Клімат поселення | Клімат поселення | Клімат поселення | Клімат поселення | Клімат поселення | Клімат поселення | Клімат поселення | Клімат поселення | Клімат поселення | Клімат поселення | Клімат поселення | Клімат поселення |
| Показник                                      | Січ.             | Лют.             | Бер.             | Квіт.            | Трав.            | Черв.            | Лип.             | Серп.            | Вер.             | Жовт.            | Лист.            | Груд.            |                  |
| Середній максимум, °C                         | 7,19             | 9,72             | 14,41            | 19,64            | 24,11            | 31,00            | 31,91            | 31,12            | 26,36            | 20,42            | 13,35            | 7,57             |                  |
| Середня температура, °C                       | −1,74            | 0,79             | 5,47             | 10,71            | 15,16            | 22,06            | 25,88            | 25,10            | 20,35            | 14,41            | 7,33             | 1,56             |                  |
| Середній мінімум, °C                          | −10,67           | −8,14            | −3,46            | 1,77             | 6,23             | 13,14            | 19,88            | 19,09            | 14,34            | 8,40             | 1,32             | −4,46            |                  |
| Норма опадів, мм                              | 39               | 36               | 48               | 35               | 32               | 5                | 1                | 1                | 0                | 9                | 25               | 39               |                  |
| Середньомісячна швидкість вітру, м/с          | 1.87             | 2.03             | 2.84             | 3.04             | 2.84             | 2.50             | 2.52             | 2.46             | 2.22             | 2.14             | 1.84             | 1.51             |                  |
| Середньомісячна сонячна радіація, кДж/м²·день | 9031             | 12391            | 14841            | 18256            | 22176            | 26858            | 25868            | 23996            | 20992            | 15521            | 10895            | 8900             |                  |
| --------------------------------------------- | ---------------- | ---------------- | ---------------- | ---------------- | ---------------- | ---------------- | ---------------- | ---------------- | ---------------- | ---------------- | ---------------- | ---------------- | ---------------- |
| Джерело:                                      |                  |                  |                  |                  |                  |                  |                  |                  |                  |                  |                  |                  |                  |